# Petroedmondia
- Commons
- Wikispecies

Petroedmondia é um género botânico pertencente à família Apiaceae.
1. ↑  «Petroedmondia — World Flora Online». www.worldfloraonline.org. Consultado em 19 de agosto de 2020